# Taruga longinasus
Espèce
Synonymes
- Polypedates nasutus Günther, 1869 "1868"
- Rhacophorus longinasus Ahl, 1927
- Polypedates longinasus (Ahl, 1927)

Statut de conservation UICN

 EN B1ab(iii)+2ab(iii) : En danger

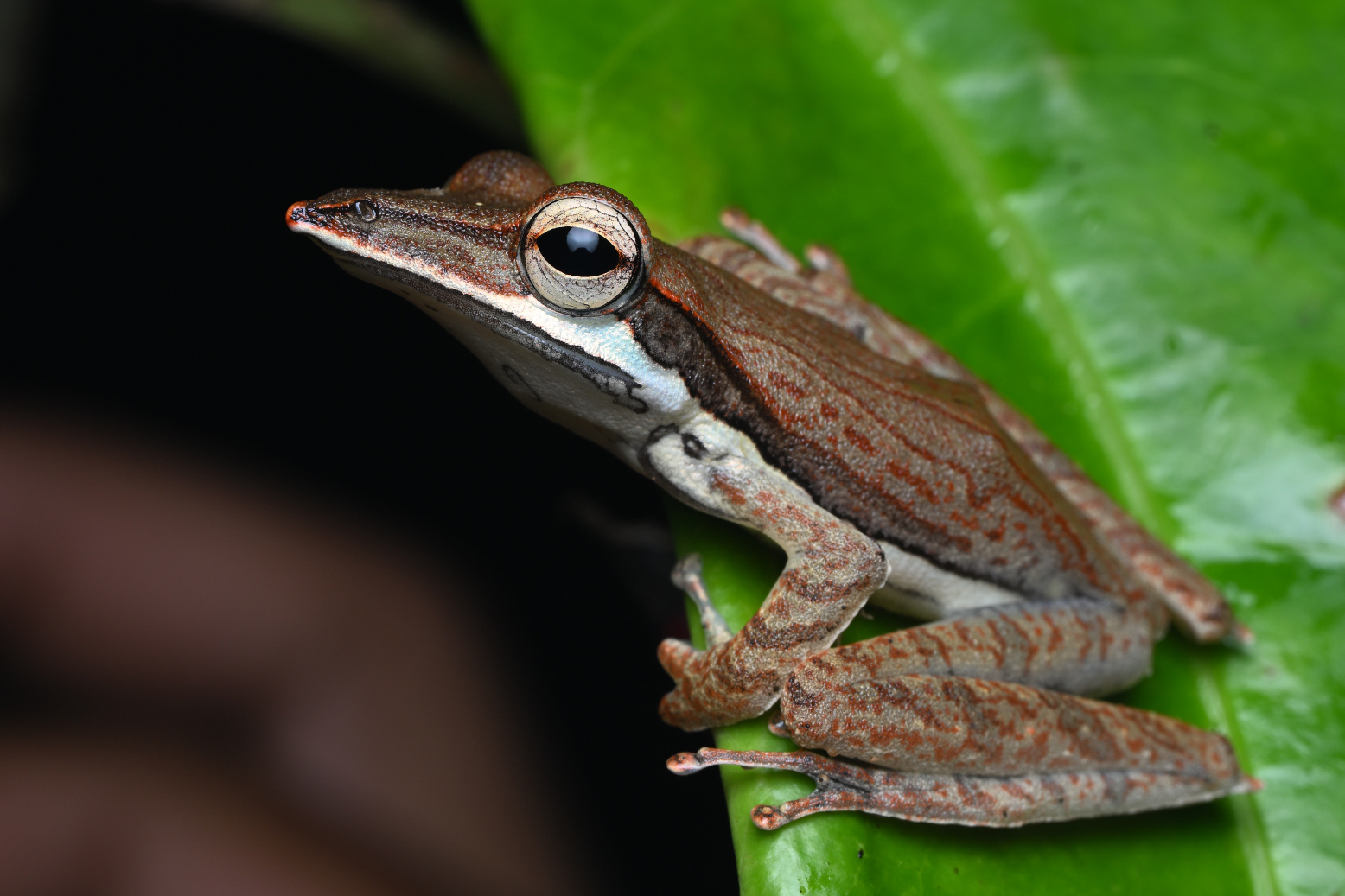

Taruga longinasus est une espèce d'amphibiens de la famille des Rhacophoridae.

## Répartition
Cette espèce est endémique du centre et du Sud du Sri Lanka.

## Description
Polypedates longinasus mesure de 41 à 47 mm pour les mâles et de 57 à 60 mm pour les femelles. Son dos varie du brun foncé au brun rougeâtre avec, de chaque côté du dos, une ligne rouge partant du museau jusqu'au milieu des flancs. Ses membres sont rayés.

## Publication originale
- Ahl, 1927 : Zur Systematik der asiatischen Arten der Froschgattung Rhacophorus. Sitzungsberichte der Gesellschaft Naturforschender Freunde zu Berlin, vol. 1927, p. 35-47.